# Percy Herbert
Pour les articles homonymes, voir Herbert.
Percy Herbert est un acteur britannique, né le 31 juillet 1920 à Londres, et mort dans le Kent (Angleterre) d'un infarctus du myocarde le 6 décembre 1992 (Royaume-Uni).

## Biographie
Pendant la Seconde Guerre mondiale, il fut interné dans le camp de Changi.

## Filmographie
- 1955 : Plus on est de fous (One Good Turn) : Spectateur (non crédité)
- 1955 : La Nuit où mon destin s'est joué (The Night My Number Came Up) : Sergent
- 1955 : L'Emprisonné (The Prisoner) : Le soldat
- 1955 : Confession : Barman
- 1955 : The Green Buddha : Casey O'Rourke
- 1955 : The Pay Off (TV)
- 1955 : Commando sur la Gironde (The Cockleshell Heroes) de José Ferrer : Marine Lomas
- 1956 : La Page arrachée (Lost) : Policier dans la cabine téléphonique (non crédité)
- 1956 : Commando en Corée (A Hill in Korea) : Pvt. Moon
- 1956 : Child in the House (en) : Det. Sgt. Taylor
- 1957 : Rendez-vous avec la peur (Night of the Demon) : Farmer (deleted from US print)
- 1957 : La Marque (Quatermass 2) : Paddy Gorman
- 1957 : Le Pont de la rivière Kwai (The Bridge on the River Kwai) : Pvt. Grogan
- 1957 : Le Commando sacrifié (The Steel Bayonet) : Clark
- 1957 : Il était un petit navire (Barnacle Bill) : Tommy
- 1958 : Le Perceur de coffres (en) (The Safecracker) : Sergeant Harper
- 1958 : Requins de haute mer (Sea Fury) de Cy Endfield : Walker
- 1958 : La Brigade des bérets noirs (No Time to Die) : 1st English soldier
- 1958 : Les Diables du désert (Sea of Sand) : White
- 1959 : Un brin d'escroquerie (A Touch of Larceny) de Guy Hamilton
- 1959 : Deadly Record
- 1959 : Don't Panic Chaps! (en) : Bolter
- 1959 : Idle on Parade : Sgt. Hebrides
- 1959 : Teddy Boys (Serious Charge) de Terence Young : M.. Thompson
- 1959 : Au fil de l'épée (The Devil's Disciple) : British lieutenant
- 1959 : Section d'assaut sur le Sittang (Yesterday's Enemy) : Wilson
- 1960 : Un compte à régler (The Challenge) de John Gilling : Shop Steward
- 1960 : Les Fanfares de la gloire (Tunes of Glory) : RSM Riddick
- 1960 : There Was a Crooked Man : Prison Warden
- 1961 : Les Canons de Navarone (The Guns of Navarone) : Sgt. Grogan
- 1961 : L'Île mystérieuse (Mysterious Island) : Sgt. Pencroft
- 1962 : Le Saint (série télévisée)
- 1962 : La Città prigioniera : Sergeant Reed
- 1962 : Les Révoltés du Bounty (Mutiny on the Bounty) : Matthew Quintal
- 1963 : Appelez-moi chef (Call Me Bwana) : Acolyte
- 1963 : The Cracksman : Nosher
- 1963 : Les Révoltés du Vénus (en) (Carry On Jack) : M.. Angel, the Bos'un
- 1964 : L'Épouvantail (The Scarecrow of Romney Marsh) (TV) : Jailer, Dover Castle
- 1964 : Becket : Baron
- 1964 : Les Canons de Batasi (Guns at Batasi) : Colour Sgt. Ben Parkin
- 1964 : Allez France ! : Baxter
- 1965 : Joey Boy : Mad George Long
- 1965 : The Worker (série télévisée) : M.. Whittaker
- 1965 : Bunny Lake a disparu (Bunny Lake Is Missing) : Policier
- 1965 : Carry On Cowboy (en) : Charlie, le barman
- 1966 : Mister Ten Per Cent : Inspector Great
- 1966 : Un million d'années avant J.C. (One Million Years B.C.) : Sakana
- 1967 : La Nuit de la grande chaleur (Night of the Big Heat) : Gerald Foster
- 1967 : Tobrouk, commando pour l'enfer (Tobruk) : Dolan
- 1967 : Casino Royale : 1st Piper
- 1967 : La Reine des Vikings (The Viking Queen) : Catus
- 1968 : Daddy Kiss It Better (TV) : Vic
- 1969 : The Royal Hunt of the Sun : Diego
- 1970 : Trop tard pour les héros (Too Late the Hero) : Sgt. Johnstone
- 1970 : One More Time : Mander
- 1970 : The Other Reg Varney (TV) : Various Characters
- 1971 : The Fiend : Commissionaire
- 1971 : Captain Apache : Moon
- 1971 : Le Convoi sauvage (Man in the Wilderness) : Fogarty
- 1972 : Doomwatch : Hartwell
- 1972 : Up the Front : Cpl. Lovechild
- 1973 : Un tueur sous influence : Det. Russet
- 1973 : Black Snake (en) de Russ Meyer : Joxer Tierney
- 1973 : Le Piège (The MacKintosh Man) : Taafe
- 1975 : Objectif Lotus (One of Our Dinosaurs Is Missing) de Robert Stevenson (réalisateur) : M.. Gibbons
- 1975 : Down the 'Gate (série télévisée) : M.. Preston (Series 2) (1976)
- 1977 : Hardcore : Hubert
- 1977 : Valentino
- 1978 : Les Oies sauvages (The Wild Geese) : Keith
- 1979 : The London Connection : Ship's Captain
- 1980 : Le Commando de Sa Majesté (The Sea Wolves) : Dennison
- 1983 : Fair Ground! (série télévisée) : Bert Thurston
- 1987 : The Love Child